# 第二型弦理論
II型弦論主要有兩種類型：

## 概述
II型弦是只包含閉弦的理論，起初因為它與弱力造成P破壞的事實矛盾，故無法解釋四維時空的標準模型。II型弦不能描述規範作用，其低能極限等價於N=2的10維超重力理論。

## IIA型弦論
IIA 型弦（type IIA）是五種超弦之一，它與IIB型弦之間有T對偶聯繫，且與11維的M理論之間有U對偶聯繫。IIA型弦緊致空間半徑1/R的理論，其性質可等同於IIB型弦緊致空間半徑為R的理論，這是納入時空幾何的對偶性，又稱為「大/小半徑對偶」。此外，它與M理論的U對偶可視為9維與11維的對應關係。

## IIB型弦
IIB型弦(Type IIB)是五種超弦之一，與IIA型弦具有T對偶聯繫，且與本身有S對偶聯繫。
當IIB型弦耦合常數大於1時，性質等同於本身耦合常數小於1，這種聯繫稱為「自身對偶」。且IIB型弦緊致空間半徑R的理論，其性質可等同於IIA型弦緊致空間半徑為1/R的理論，這是納入時空幾何的對偶性，又稱為「大/小半徑對偶」。此外，它與共形場論間有AdS/CFT對偶聯繫，與F理論的對偶性可視為10維與12維的對應關係。